# Stelian Ion
Stelian-Cristian Ion (n. 24 iunie 1977, Constanța, România) este un avocat și politician român, ministru al Justiției în Guvernul Florin Cîțu și deputat al circumscripției Constanța.

## Biografie
Stelian Ion s-a născut la data de 24 iunie 1977 în Constanța. A copilărit în cartierul constănțean Tomis Nord, lângă lacul Tăbăcăriei. Tatăl său a fost electrician, iar mama, referent în cadrul Întreprinderii de Construcții, Reparații și Administrare Locativă. Primul dintre prenume spune că l-a primit după cel al bunicii sale din partea tatălui, Steliana, aromâncă născută în Veria, în zona Macedoniei Centrale a Greciei.

### Educație
Stelian Ion a urmat cursurile Școlii Generale nr. 29 din Constanța și ale Liceului Teoretic „Ovidius” Constanța, profilul matematică-fizică. După absolvirea liceului, a urmat cursurile Facultatății de Drept din cadrul Universității București, pe care le-a finalizat în anul 2001. În anul 2002, în urma examenului de admitere în profesia de avocat, a fost primit în Baroul Constanța.

## Activitate profesională
Între anii 2002 și 2016, Stelian Ion a activat ca avocat în Constanța. Începând cu anul 2013, acesta a început să își folosească experiența profesională pentru a combate dezvoltările imobiliare abuzive din municipiu. În calitate de avocat, a câștigat câteva procese cu oarecare rezonanță locală în domeniul urbanismului, împiedicând astfel unele proiecte imobiliare ilegale.
În anul 2016, împreună cu un grup de avocați, economiști și ingineri din Constanța, a fondat Asociația Verde Urban, care, conform misiunii declarate, luptă pentru „respectarea și îmbunătățirea reglementărilor urbanistice, pentru protecția mediului, împotriva abuzurilor administrației publice și pentru creșterea gradului de implicare civică a cetățenilor”. Asociația Verde Urban a pornit și a câștigat câteva procese care au împiedicat dezvoltări imobiliare în detrimentul spațiilor verzi din Constanța.

## Activitate politică
Stelian Ion este membru cofondator al filialei Constanța a Uniunii Salvați România. A fost ales membru al Camerei Deputaților din circumscripția Constanța din partea acestui partid în urma alegerilor parlamentare din 2016 și din partea Alianței USR-PLUS la alegerile din 2020.

### Activitate parlamentară
În sesiunea parlamentară 2016-2020, Stelian Ion a făcut parte din Comisia juridică, de disciplină și imunități și a fost inițiatorul a 115 acte legislative, majoritatea din sfera justiției sau a măsurilor de protecție a mediului. Printre acestea se numără proiecte de lege privind codurile penal, civil și fiscal, proiecte referitoare la votul electronic și la cel prin corespondență sau proiectul de desființare a Secției pentru Investigarea Infracțiunilor din Justiție. De asemenea, este unul dintre inițiatorii legii privind înființarea și organizarea unei noi unități de parchet specializată în infracțiuni de mediu.
Stelian Ion a fost unul dintre puținii membri ai USR care a susținut negocierea unei coaliții de guvernare împreună cu Partidul Național Liberal după votarea moțiunii de cenzură împotriva Guvernului Viorica Dăncilă. Conducerea USR a refuzat negocierea unei coaliții cu PNL, dar a acceptat investirea Guvernului Ludovic Orban de către grupul parlamentar USR.

### Protestele anticorupție
În contextul slăbirii legilor justiției între anii 2017 și 2019 de către parlamentul controlat de coaliția formată din Partidul Social Democrat și ALDE, Stelian Ion a fost un oponent al acestor modificări atât în comisia juridică din parlament, cât și în spațiul public. A luat parte și a îndemnat în mod repetat oamenii să fie prezenți la manifestațiile antiguvernamentale și de susținere a justiției din anii 2017-2019, inclusiv la cel din 10 august 2018, pe care l-a numit „protest pașnic, înăbușit de forțele de ordine cu o brutalitate nemaivăzută”.

### Candidatura la Primăria Constanța
În cadrul alegerilor locale din 2020, Stelian Ion a candidat la funcția de primar al Constanței, din partea Alianței USR-PLUS. Inițial, Stelian Ion a căutat să fie susținut și de către Partidul Național Liberal în cursă, argumentând că astfel ar exista o șansă mai bună de a-l înlătura pe primarul în funcție, Decebal Făgădău. Conducerea PNL a refuzat propunerea, susținându-l pe Vergil Chițac, care a câștigat cursa la o diferență de aproximativ 4000 de voturi.

### Ministru al Justiției
Din data de 23 decembrie 2020, Stelian Ion ocupă postul de ministru al Justiției în Guvernul Florin Cîțu. Acesta și-a asumat ca principal obiectiv corectarea legilor justiției modificate de coaliția PSD-ALDE în perioada 2017-2020. Printre măsurile propuse se numără: desființarea Secției pentru Investigarea Infracțiunilor din Justiție (SIIJ) din cadrul Parchetului General, repornirea anticorupției și antifraudei, încetarea pensionării anticipate a magistraților, punerea în acord a legislației justiției și codurilor penale cu deciziile Curții Constituționale, reluarea dosarelor istorice (Revoluției, Mineriadele, 10 August) și repatrierea condamnaților care au părăsit România.

## Controverse

### Radu Mazăre
Între anii 2005 și 2006, în perioada în care Stelian Ion lucra ca asociat al avocatei Ioana Focșa, aceasta l-a reprezentat în trei dosare pe fostul primar al Constanței, Radu Mazăre, ulterior condamnat pentru acte de corupție. Datorită imaginii de oponent al lui Mazăre, Stelian Ion a fost criticat în presă pentru această legătură cu fostul primar. Într-o scrisoare deschisă, Ion a atras atenția că nu el a fost reprezentantul principal al lui Radu Mazăre, ci Ioana Focșa a fost cea care l-a reprezintat. Acesta a mai argumentat că, fiind la început de carieră, nu putea fi selectiv cu clientela și că nu a primit niciun alt beneficiu din contractul respectiv în afară de suma de 1500 de lei, specifcată în contract. Pe deasupra, la momentul respectiv nu deveniseră publice acțiunile de corupție ale fostului primar, acesta fiind condamnat pentru corupție doar în anul 2015.

### Garsoniera ANL
În timpul campaniei pentru candidatura lui Stelian Ion la primăria Constanța, în cadrul alegerilor locale din 2020, acesta a fost acuzat că ar fi falsificat un handicap fizic pentru a obține o garsonieră de la Agenția Națională pentru Locuințe în anul 2004. Stelian Ion a publicat ulterior dovezi pentru a susține că suferă de astm bronșic și fibroză pulmonară ca rezultat al tuberculozei contractate la vârsta de 4 ani. Stelian Ion a catalogat controversa drept atac de campanie susținut de contracanditatul său, Vergil Chițac, menit să distragă atenția de la apariția în presă a propriilor afaceri imobiliare.

## Istoric Electoral

### Primăria Constanța
| Alegeri | Afiliere              | Turul Întâi | Turul Întâi | Turul Întâi |
| Alegeri | Afiliere              | Voturi      | Procentaj   | Poziție     |
| ------- | --------------------- | ----------- | ----------- | ----------- |
| 2020    | Alianța 2020 USR-PLUS | 23,523      | 24.31 / 100 | 2           |

## Viață personală
În perioada gimnaziului, a practicat baschetul la CSS 1 Constanța, club cu care a obținut locul al II-lea la Campionatul Național de Minibaschet, Târgoviște, 1988. A participat la mai multe olimpiade de limba română. În perioada liceului, a făcut parte din corul Vox Maris, condus de Boris Cobasnian, participând la două concursuri internaționale în Italia și Turcia. Este căsătorit și are doi copii.